# كأس السوبر الآسيوي 1996
كأس السوبر الآسيوي 1996 هي بطولة كأس السوبر الآسيوي الثانية، لعبت المبارة بين سونغنام الكوري الجنوبي الفائز في بطولة الأندية الآسيوية وشونان بلمار الياباني بطل كأس الكؤوس الآسيوية 1996.

## المبارة
| الفريق الأول        | إجم.  | الفريق الثاني | مباراة الذهاب | مباراة الإياب |
| ------------------- | ----- | ------------- | ------------- | ------------- |
| سيونغنام الهوا شنما | 6 - 3 | شونان بلمار   | 5–3           | 1–0           |

### المباراة الأولى
| سيونغنام الهوا شنما | 5 – 3 | شونان بلمار |
| ------------------- | ----- | ----------- |
|                     |       |             |

### المباراة الثانية
| شونان بلمار | 0 – 1 | سيونغنام الهوا شنما |
| ----------- | ----- | ------------------- |
|             |       |                     |

## البطل
| بطل كأس السوبر الآسيوي 1996 نادي سيونغنام الهوا شنما |
| ---------------------------------------------------- |
| · كوريا الجنوبية · للمرة الأولى                      |